# Терон
Терон је у грчкој митологији било име више личности.

## Митологија
1. Према Вергилијевој „Енејиди“, Турнов савезник и Енејин непријатељ у Италији, кога је Енеја и убио.[1]
2. Један од оних Тебанаца који су Тидеју припремили заседу пред поход седморице против Тебе, али кога је Тидеј убио.[1]
3. Један од Актеонових паса, кога помињу Хигин и Овидије у својим „Метаморфозама“.[2]